# Карозела (Пескара)
Карозела (итал. Carosella) је насеље у Италији у округу Пескара, региону Абруцо.
Према процени из 2011. у насељу је живело 69 становника. Насеље се налази на надморској висини од 134 м.